# ミサイルの一覧/A
Aで始まるミサイルの一覧。
- アグリガット（Aggregat）
  - A1
  - A2
  - A3
  - A4（V2ロケット）
  - A5
  - A6
  - A7
  - A8
  - A9
  - A10
  - A11
  - A12
- A95M-RC
- AA-1 アルカリ（RS-1U）
- AA-2 アトール（R-3）
- AA-3 アナブ（R-8）
- AA-4 アウル（K-9）
- AA-5 アッシュ（R-4）
- AA-6 アクリッド（R-40）
- AA-7 エイペックス（R-23、R-24）
- AA-8 エイフィッド（R-60）
- AA-9 エイモス（R-33）
- AA-10 アラモ（R-27）
- AA-11 アーチャー（R-73）
- AA-12 アダー（R-77）
- AA-13 アロー（R-37）
- AAM-3（90式空対空誘導弾）
- AAM-4（99式空対空誘導弾）
- AAM-5（04式空対空誘導弾）
- ABM-1 ガロッシュ（A-350）
- ABM-2（S-225）
- ABM-3 ガゼル（53T6）
- ABM-4 ゴーゴン（51T6）
- ADM-20（クェイル、GAM-72）
- ADM-141（TALD）
- ADM-144
- ADM-160（MALD）
- AGM-12（ブルパップ、ASM-N-7、GAM-79、GAM-83）
- AGM-22（SS.11）
- AGM-28（ハウンド・ドッグ、B-77、GAM-77）
- AGM-45（シュライク）
- AGM-48（スカイボルト、GAM-87）
- AGM-53（コンドル）
- AGM-62（ウォールアイ）
- AGM-63
- AGM-64（ホーネット）
- AGM-65（マーベリック）
- AGM-69（SRAM）
- AGM-76（ファルコン）
- AGM-78（スタンダード）
- AGM-79（ブルーアイ）
- AGM-80（バイパー）
- AGM-83（ブルドッグ）
- AGM-84（ハープーン）
  - AGM-84E（SLAM）
  - AGM-84H/K（SLAM-ER）
- AGM-86（ALCM）
- AGM-87（フォーカス）
- AGM-88（HARM）
- AGM-112（GBU-15）
- AGM-114（ヘルファイア）
- AGM-119（ペンギン）
- AGM-122（サイドアーム
- AGM-123（スキッパーII）
- AGM-124（ワスプ）
- AGM-129（ACM）
- AGM-130
- AGM-131（SRAM II）
- AGM-136（タシット・レインボウ）
- AGM-137（TSSAM）
- AGM-142（ハブナップ、ポップアイ）
- AGM-153
- AGM-154（JSOW）
- AGM-158（JASSM）
- AGM-159（JASSM）
- AGM-169（JCM）
- AGM-176A（グリフィンA）
- AIM-4（ファルコン）
- AIM-7（スパロー）
- AIM-9（サイドワインダー）
- AIM-26（ファルコン）
- AIM-47（ファルコン）
- AIM-54（フェニックス）
- AIM-68（ビッグQ）
- AIM-82
- AIM-97（シークバット）
- AIM-95（アジャイル）
- AIM-120（AMRAAM）
- AIM-132（ASRAAM）
- AIM-152（AAAM）
- AIR-2（ジニー）
- ASMP
- ALARM
- AS-25K
- AS-20
- AS-30
- AS.34
- ASM-1（80式空対艦誘導弾）
- ASM-2（93式空対艦誘導弾）
- ASM-135（ASAT）
- ASRAAM
- ATM-1（64式対戦車誘導弾）
- ATM-2（79式対舟艇対戦車誘導弾）
- ATM-3（79式対舟艇対戦車誘導弾）
- ATM-4（96式多目的誘導弾システム）
- ATM-5（01式軽対戦車誘導弾）
- AUM-N-2（ペトレル）
- AV-RE40